# Daiana Ocampo
Daiana Alejandra Ocampo (* 16. Februar 1991 in Pilar) ist eine argentinische Leichtathletin, die sich auf den Langstreckenlauf spezialisiert hat.

## Sportliche Laufbahn
Erste internationale Erfahrungen sammelte Daiana Ocampo bei den Halbmarathon-Südamerikameisterschaften 2019 in Asunción, bei denen sie nach 1:13:26 h die Goldmedaille gewann. Im Jahr darauf gelangte sie bei den Halbmarathon-Weltmeisterschaften 2020 in Gdynia mit 1:11:50 h auf Rang 45 und 2021 siegte sie in 1:15:43 h beim Mendoza-Halbmarathon sowie in 2:31:41 h beim Santa Rosa-Marathon. 2022 gewann sie bei den Ibero-Amerikanischen Meisterschaften in La Nucia in 1:13:13 h die Silbermedaille im Halbmarathon hinter ihrer Landsfrau Florencia Borelli und im Oktober gewann sie bei den Südamerikaspielen in Asunción in 33:46,47 min die Silbermedaille im 10.000-Meter-Lauf hinter Borelli. Zudem gewann sie bei den Halbmarathon-Südamerikameisterschaften in Buenos Aires mit 1:09:46 h ebenfalls die Silbermedaille hinter Borelli. Im Jahr darauf gewann sie bei den Südamerikameisterschaften in São Paulo in 34:28,2 min die Bronzemedaille über 10.000 Meter hinter den Peruanerinnen Luz Mery Rojas und Thalía Valdivia. 2024 wurde sie bei den Olympischen Sommerspielen in Paris in 2:32:02 h 41. im Marathon. 2025 gewann sie bei den Südamerikameisterschaften in Mar del Plata in 15:57,15 min die Bronzemedaille über 5000 Meter hinter der Peruanerin Sheyla Eulogio und Edymar Brea aus Venezuela. Zudem belegte sie über 10.000 Meter in 34:10,53 min den vierten Platz. 
2022 wurde Ocampo argentinische Meisterin im 5000-Meter-Lauf.

## Persönliche Bestleistungen
- 5000 Meter: 15:31,90 min, 28. Juni 2023 in Oslo
- 10.000 Meter: 32:33,99 min, 14. Mai 2022 in Buenos Aires
- Halbmarathon: 1:09:46 h, 21. August 2022 in Buenos Aires
- Marathon: 2:26:24 h, 28. April 2024 in Hamburg